# One Worldwide Plaza
One Worldwide Plaza este un zgârie-nori din New York City.